# ژی‌بی‌تی
ژی‌بی‌تی (انگلیسی: JBT) شرکت صنایع غذایی آمریکایی است، که در سال ۱۸۸۴ تأسیس شد.